# Octavianinaceae
Octavianinaceae is een familie van schimmels behorend tot de orde van boleten (Boletales). Het typegeslacht is Octaviania.

## Verpsreiding
In Nederland komen er geen soorten uit deze familie voor.

## Geslachten
De familie Octavianinaceae bestond uit de volgende geslachten:
- Octavianina, maar deze is overgezet naar Boletaceae
- Sclerogaster, maar deze is overgezet naar Sclerogastraceae
- Wakefieldia, maar deze is overgezet naar Boletaceae